# Грайс, Михаэль
Ми́хаэль Грайс (нем. Michael Greis; род. 18 августа 1976, Фюссен, Бавария, ФРГ) — немецкий биатлонист, трёхкратный олимпийский чемпион, трёхкратный чемпион мира, многократный призёр чемпионатов мира, обладатель Кубка мира сезона 2006/2007. Завершил карьеру в начале сезона 2012/2013 годов.

## Биатлон
Принимал участие в чемпионате мира 2004 года в Оберхофе, где стал золотым призёром в составе германской команды на эстафете 4x7,5 км. На чемпионате мира 2005 года в Хохфильцене выиграл серебряную медаль в индивидуальной гонке на 20 км и бронзовую медаль в смешанной эстафете. В феврале 2005 года выиграл свою первую гонку Кубка мира в итальянском городе Сан-Сикарио. Стал обладателем большого хрустального глобуса в сезоне 2006/2007, выиграв общий зачёт Кубка мира.
Самый крупный успех в карьере Грайса пришёл 11 февраля 2006 года, когда он на Зимних Олимпийских играх 2006 в Турине стал чемпионом в индивидуальной гонке на 20 км. Вторую золотую медаль он завоевал 21 февраля в составе немецкой эстафетной команды, в которой также участвовали Рикко Грос, Михаэль Рёш и Свен Фишер, опередив команды России и Франции. 25 февраля Михаэль Грайс выиграл гонку с общего старта на 15 км, опередив поляка Томаша Сикору и норвежца Уле Эйнара Бьёрндалена. Таким образом он стал первым немецким спортсменом, когда-либо становившимся трёхкратным чемпионом в ходе одних и тех же Олимпийских игр. По числу наград уступил лишь корейцу Ан Хён Су, который трижды выиграл золото и один раз бронзу. За успехи на Олимпийских играх Михаэль Грайс в конце года был избран спортивными журналистами Германии спортсменом года.
Участвовал в Олимпиаде в Ванкувере, но, как и вся немецкая мужская сборная по биатлону, не выиграл ни одной медали. 5 декабря 2012 года принял решение о завершении карьеры. Причиной стали неубедительные результаты.
29 декабря 2012 года принял участие в рождественской гонке звёзд вместе с Франциской Хильдебранд. Это был его последний заезд в биатлоне.

## Лыжные гонки
Михаэль Грайс трижды участвовал в спринтерских гонках на этапах кубка мира по лыжным гонкам, лучшим его достижением было 27-е место в 2002 году.

## Кубок мира
- 2000—2001 — 46-е место (68 очков)
- 2001—2002 — 17-е место (305 очков)
- 2002—2003 — 26-е место (195 очков)
- 2003—2004 — 13-е место (433 очков)
- 2004—2005 — 9-е место (594 очка)
- 2005—2006 — 10-е место (470 очков)
- 2006—2007 — 1-е место (794 очка)
- 2007—2008 — 4-е место (596 очков)
- 2008—2009 — 4-е место (804 очка)
- 2009—2010 — 13-е место (537 очков)
- 2010—2011 — 6-е место (707 очков)
- 2011—2012 — 40-е место (214 очков)

## Премии и награды
- "Биатлонист 2007 года" по версии Biathlon-Award.
- Спортсмен 2006 года в Германии.